# Botanická zahrada Výstaviště Flora Olomouc
Botanická zahrada Výstaviště Flora Olomouc, a. s., je větší ze dvou botanických zahrad v Olomouci. Hlavní část tvoří ohraničený prostor uprostřed města, od Bezručových sadů oddělený ramenem Moravy zvaným Mlýnský potok, který částečně navazuje na prostory Korunní pevnůstky a má rozlohu 7,5 hektaru. Jeho součástí je rozárium. Druhou část tvoří sbírkové skleníky v areálu vlastního výstaviště ve Smetanových sadech (o rozloze 4 115 m2). Tato botanická zahrada bývá zaměňována s  Botanickou zahradou Univerzity Palackého, která se nachází v sousedství Výstaviště Flora Olomouc na okraji Smetanových sadů.

## Historie
V roce 1935 byl vybudován v prostoru současného rozária Jubilejní park, ten však byl roku 1945 zničen. V roce 1965 byl park nově upraven při příležitosti VI. celostátní výstavy okrasného zahradnictví. V letech 1970–1972 bylo vybudováno rozárium. V následujících letech vznikaly na místech bývalé skládky další části botanické zahrady., které byly kvůli politickým tlakům přejmenovány podle národů Sovětského svazu a dalších spřátelených států (jako první byla otevřena gruzínská zahrada). Každá z těchto tzv. zahrad národů byla osazena rostlinami typickými pro danou oblast a měla svou zvláštní architekturu. V roce 2006 byla zahájena rekonstrukce botanické zahrady podle studie profesora Ivara Otruby. Postupně byly vytvořeny i nové expozice.
Historie sbírkových skleníků je starší. V roce 1886 byla do Smetanových sadů převezena dřevěná konstrukce oranžérie ze zámeckého parku ve Velké Bystřici, která sloužila jako první skleník.V letech 1927–1930 byl postaven nový palmový skleník, který v 60. letech 20. století doplnily kaktusový a tropický skleník, později přibyl subtropický skleník.

## Venkovní prostory
Celkový počet druhů rostlin pěstovaných v botanické zahradě činí cca 1100. Ze stálých expozic je zajímavé např. alpinum se zakrslými jehličnany na hradební zdi, expozice okrasných travin, vřesoviště nebo areál jezírka se skalničkami. V průběhu roku zde kvetou jarní a letní cibulnaté a hlíznaté rostliny, na podzim jiřiny,  břeh Mlýnského potoka je osázen lužními bylinami. V roce 2011 byla otevřena tzv. zahrada smyslů pro nevidomé a slabozraké. Součástí botanické zahrady jsou i dřevěné sloupy, výtvory vzniklé v rámci řezbářského sympozia Sloup pořádaného olomouckou Galerií Caesar.

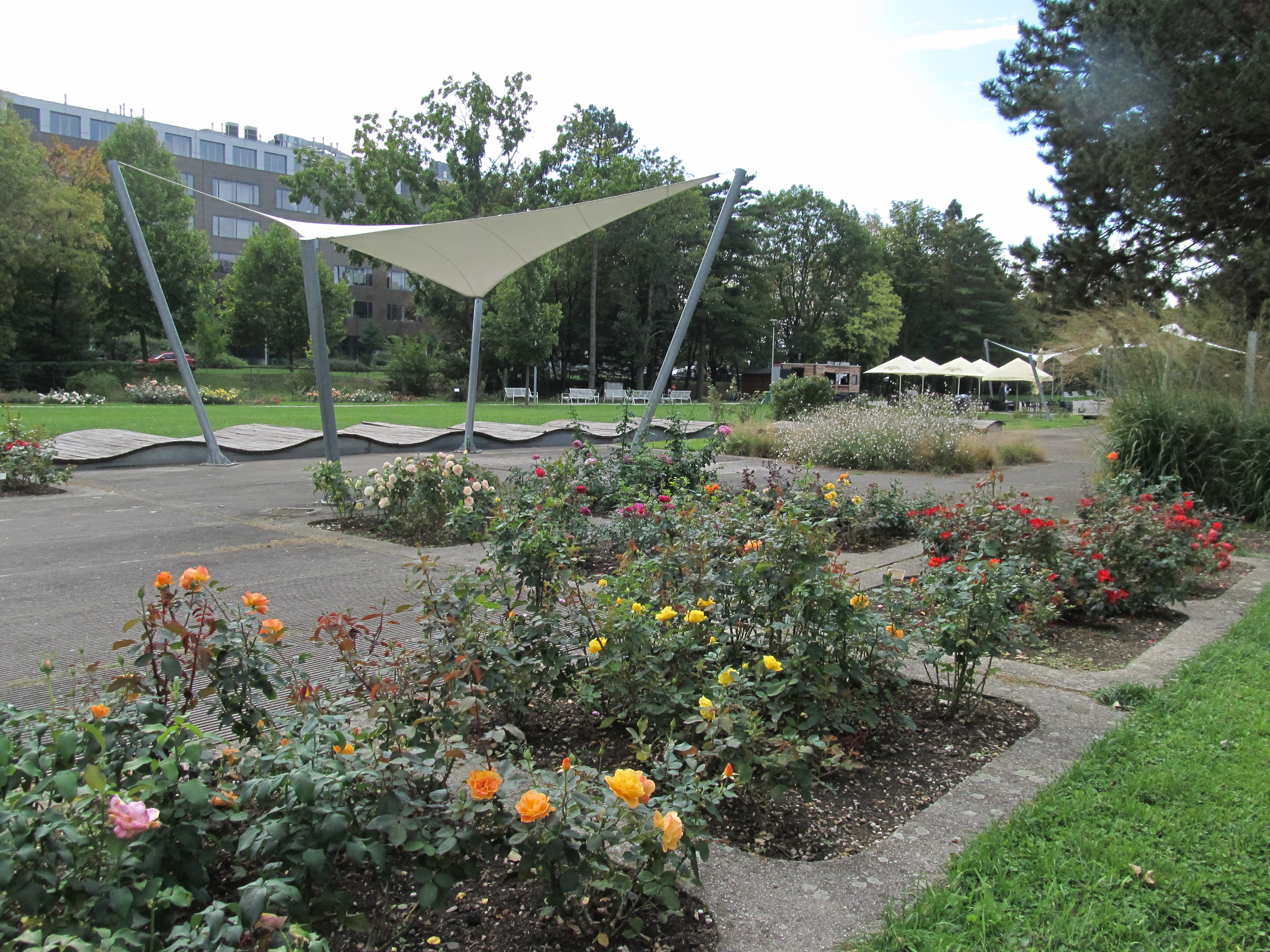
Rozárium

V botanické zahradě se konají přírodovědné soutěže, zábavné, kulturní a poznávací programy, zahrada často slouží i ke svatebním obřadům. Je zde i dětské hřiště a obří dřevěné šachy, nabízejí se ruské kuželky ap. Zájemci si mohou vyzkoušet i malování křídou na asfalt nebo otestovat své znalosti při poznávání dřeva některých stromů. Pro děti jsou připraveny naučné hry, v nichž se dozví zajímavé informace o rostlinách a živočiších.
Pod správu botanické zahrady spadají také Bezručovy sady. I tam roste řada pozoruhodných dřevin, např. davidie listenová (Davidia involucrata), v našich oblastech poměrně vzácný strom z Číny. Dále se zde nachází pavlovnie plstnatá (Paulownia tomentosa), liliovník tulipánokvětý (Liriodendron tulipifera) původem z Kanady s květy podobnými tulipánu, či katalpa trubačovitá (Catalpa bignonioides).

### Rozárium
Rozloha unikátního rozária (růžové zahrady) činí 3,5 hektaru a jeho sbírka čítá 352 odrůd záhonových růží a 144 odrůd sadových a popínavých růží. Je druhým největším rozáriem v České republice. Jsou zde i poměrně vzácné kultivary sovětských a východoněmeckých šlechtitelů, což je dáno dobou vzniku. Mezi růžemi najdeme růže mnohokvěté, půdopokryvné, pnoucí i velkokvěté. Celé rozárium prošlo rekonstrukcí, jejíž první etapa byla ukončena v roce 2016.

## Skleníky
Ze skleníků je největší palmový skleník, dlouhý 72,5 m , široký 20 m a vysoký 12 m. Byl prohlášen kulturní památkou České republiky. Kromě různých palem se zde nalézají cykasy, jehličnaté blahočety ztepilé (Araucarie heterophylla), kolekce kapradin a sukulentů nebo např. liána tetrastigma voinierianum. Sbírky sukulentů obsahuje kaktusový skleník, v tropickém skleníku jsou nejhojněji zastoupeny bromélie, v subtropickém skleníku najdeme především různé citrusy a jiné zástupce středomořské flóry.